# Pierre Jean Marie Delavay
Pierre Jean Marie Delavay (Abondance, 28 dicembre 1834 – Kunming, 31 dicembre 1895) è stato un missionario, botanico ed esploratore francese.
Padre Pierre Jean Marie Delavay, gesuita, nacque secondo alcuni a Les Gets, secondo altri ad Abondance, due piccoli comuni sulle montagne dell'Alta Savoia, assai vicini fra loro. Fu un missionario delle "Missions Étrangères de Paris", esploratore e grande studioso della flora cinese. Per conto del Museo nazionale di storia naturale di Francia realizzò una delle più importanti collezioni botaniche della fine del XIX secolo, relativa alla regione dello Yunnan,

## Biografia
La passione per la botanica nacque certamente in lui durante l'infanzia, trascorsa nei prati e nei boschi alpini dell'Alta Savoia.

A 18 anni circa entrò nell'ordine dei Gesuiti, ma nulla si sa con certezza dei suoi studi.

### Primo soggiorno in Cina, dal 1867 al 1880
Nel 1867 la "Société des Missions étrangères" lo inviò in Cina, ad Est di Canton, dapprima nel Kuang-tong e nel Kuang-si, dove studiò la flora di quelle regioni e quella dello Shaan-xi.

Si occupò anche del riscatto delle donne annamite catturate dai pirati cinesi.
Agli inizi, in quegli anni, Padre Delavay inviava tutto il materiale raccolto a Henry Fletcher Hance, console inglese di Canton ed eminente botanico, il quale lo rispediva in Inghilterra.

Nel 1881, durante il viaggio di ritorno in Francia, incontrò il Padre Vincenziano Armand David (1826-1900), grande missionario e botanico, che lo convinse ad inviare finalmente le sue raccolte al Museo nazionale di storia naturale di Parigi, perché fossero studiate dal botanico Adrien René Franchet (1834-1900).

### Secondo soggiorno in Cina, dal 1882 al 1891
Di ritorno in Cina, Padre Delavay fu inviato in missione nelle montagne a Nord-Ovest dello Yunnan 云南 雲南, una delle regioni più ricche al mondo, sotto il profilo botanico. Nel 1882, durante la risalita in battello del Fiume Azzurro (Yangzi-jiang), raccolse esemplari in tutti i porti dove si fermava. Si stabilì a Dapingzi, capoluogo di un distretto missionario che si estendeva a nord del Lago Erhai 耳海 (presso Dali 大理), sino alla regione di Li-jiang 丽江, abitata dalle minoranze tibetane e birmane. Il borgo di Dapingzi si trovava in una conca dal clima torrido, circondata da alte e incontaminate montagne che Padre Delavay percorse a lungo e con piacere, poiché con queste escursioni egli si tirava fuori dall'umidità della conca di Dapingzi, cui egli imputava i suoi frequenti attacchi di malaria.

Fece circa sessanta volte l'ascensione al monte Heishanmen (a Ovest di Dapingzi), il cosiddetto "Monte Bianco" dello Yunnan, che egli usava chiamare "il mio giardino".
Saliva da solo, senza portatori per trasportare i suoi materiali, in una regione montuosa dove i venti potevano all'improvviso soffiare violenti e il freddo divenire micidiale. Si spinse anche sui monti che dominano Dali, i Kang-shan 苍山, uno dei suoi territori preferiti.

Da queste esplorazioni, fatte nel 1884, riportò un gran numero di esemplari di Rododendri: Rhododendron dalavayi, Rhododendron yunnanense, Rhododendron fastigiatum, Rhododendron taliense, e così via.

In questo periodo la spedizione delle casse di campioni verso la Francia fu ostacolata dal conflitto Francia-Cina nel Tonchino. Tornata la calma, poté di nuovo inviare i suoi pacchi con "due cavalli fino a Yunnansen (Kun-suing) e da lì a Shui-fu" (da una lettera del 25 febbraio 1885).

Scoppiò un'epidemia di peste e Padre Delavay la contrasse curando gli appestati a Huang-ping, poi ne guarì. Infatti, in una corrispondenza dell'11 novembre 1886, egli annuncia che una grave malattia lo avrebbe segnato per il resto dei suoi giorni: "Sono stato talmente prostrato e debilitato dalla peste, che provo ancora grande sofferenza persino ad alzarmi. Non so quando potrò seriamente ricominciare a svolgere attività impegnative". Tuttavia, un anno dopo fu in grado di riprendere le sue esplorazioni e di spedire i suoi pacchi.

Nella primavera del 1888 il suo amico e vicino, padre Proteau, morì e questo fatto lo costrinse ad occuparsi contemporaneamente di due distretti missionari, mentre la sua salute degradava sempre più sotto gli attacchi della malaria.

Nel luglio del 1889 cominciò a ricevere i fascicoli di Plantae Delavayanae, scritti dal suo corrispondente del Museo di Parigi, Adrien Franchet. Poi, per tutto il 1890, rimase preda della malaria e si ricoverò nel sanatorio di Hong-Kong. Ripartì quindi per lo Yunnan, viaggiando sul Fiume Rosso, ma l'anno seguente dovette rientrare in Francia per farsi curare nell'ospedale di Montbeton. Fu in quel periodo che un'emiparesi gli invalidò un braccio. Sembrò la fine dei suoi viaggi, ma la nostalgia della Cina lo spinse a ripartire ancora una volta per lo Yunnan.
Jean Lennon, che studiò la sua corrispondenza e la sua vita osserva:

«Si vede qui la splendida incoscienza di quest'uomo, impazzito per una terra, lo Yunnan, e per un lavoro scientifico, la ricerca botanica. Sembrerebbe che vi sia stato un complotto da parte del Museo di scienze naturali e della Società per le missioni, onde permettergli ancora di realizzare il suo sogno insensato in quelle condizioni di salute. Egli stesso, lucido nella sua follia, si rese conto perfettamente del suo stato e fu consapevole di non poter più affrontare prove impegnative. Volle partire senza una destinazione, senza programmi e volle lavorare sino al limite estremo delle sue forze»

### Terzo e ultimo soggiorno in Cina, dal 1894 al 1895
Risalì ancora una volta il Fiume Azzurro, ma le condizioni della sua salute, ormai definitivamente minata, lo obbligarono a fermarsi a Long-qi (a Nord-Est dello Yunnan), dove raccolse, comunque, ancora 1200 esemplari. Purtroppo quasi la metà di questo materiale andò distrutta per l'estrema umidità di quella regione. Nel febbraio del 1885 raggiunse Kung-Ming, da dove inviò dei semi di Primula malacoides, via San Francisco, per poi raggiungere finalmente il villaggio che gli era stato assegnato come sede della missione.

Ricominciò le sue raccolte e le sue spedizioni. Il 9 dicembre inviò gli ultimi sette pacchi, poi, dopo un'ultima escursione e un'ultima raccolta, si spense. Era il 31 dicembre 1895.

## Contributi scientifici
Alla sua morte Adrien Franchet gli tributò un vibrante omaggio:

«  Dal 1885 al 1896 il Museo ha ricevuto dal Reverendo Padre Delavay 7300 esemplari di piante, che rappresentano quasi 3500 specie in più di 100.000 cartelle di erbario. Possiamo valutare attorno a 2500 il numero delle specie nuove appartenenti alla flora cinese scoperte da lui e circa 1800 il numero di tipi assolutamente nuovi.

Nessuna esplorazione ha mai prodotto un simile risultato, specialmente se si considera che il territorio di indagine visitato da Padre Delavay è stato, per estensione, pari alla metà di un dipartimento della Francia. Peraltro lo stato dei campioni, sempre ammirevolmente scelti per fini di studio e raccolti durante la fioritura, la fruttificazione e spesso con le radici, e ancora, la cura con cui sono state compilate le etichette, tutte numerate e che citano sempre l'esatta provenienza, i caratteri del suolo, l'altitudine, il colore dei fiori, etc., fanno delle collezioni di Padre Delavay il più perfetto modello di erbario.

Ma Padre Delavay non fu solamente un grande collezionatore botanico, bensì anche un osservatore di somma sagacia, un autentico sapiente, poiché egli sapeva trarre da ciò che osservava deduzioni spesso assai profonde. La sua corrispondenza botanica, che un giorno verrà senza dubbio pubblicata, ne fornisce numerose prove. »

Adrien Franchet pubblicò Plantae Delavaynae, in cui lodò le straordinarie qualità delle collezioni di Padre Delavay.

Nell'Arboreto di Barres, nel Cher, vivono ancora piante nate dai semi raccolti dal Padre gesuita e inviati a Maurice de Valmorin. Fra le specie germinate si può citare il Rhododendron racemosum (o Rhododendron yunnanense). Molte altre germinazioni avvennero anche nel Jardin des Plantes di Parigi: Rhododendron delavayi (1884), Rhododendron scabrifolium (1885), Rhododendron rubiginosum (1889).

Fra le specie notevoli raccolte si possono menzionare: Deutzia dicolor, Deutzia purpurescens, Aster delavayi, Rhododendron ciliicalix, Rhododendron irroratum, Primula forbesii, Primula poissonii, Osmantus delavayi, Incorvillea delavayi, Meconopsis betonicifolia, Paeonia lutea, Paeonia delavayi, Rosa serica pteracantha, etc.

Secondo il professor Aymonin, almeno 15.000 esemplari raccolti da Padre Delavay si trovano attualmente nell'erbario "Asia" del "Laboratorio di fanerogamia" di Parigi.

Gli sono state dedicate numerosissime specie, quali ad esempio: Incarvillea delavayi, Abies delavayi, Clethra delavayi, Geranium delavayi, Lonicera delavayi, Magnolia delavayi, Meconopsis delavayi, Osmantus delavayi, Poeonia delavayi, Philadelphus delavayi, Pyrus delavayi, Schefflera delavayi, Thalictrum delavayi, Wikstroemia delavayi.